# 庫特鎮區 (密蘇里州佩米斯科特縣)
庫特鎮區（英語：Cooter Township）是位於美國密蘇里州佩米斯科特縣的一個行政鎮區。

## 地方資料
庫特鎮區的面積為80.15平方千米，當中陸地面積為79.67平方千米，而水域面積為0.48平方千米。根據2020年美國人口普查的數據，當地共有人口2611人，而人口密度為每平方千米32.58人。